# Yothu Yindi

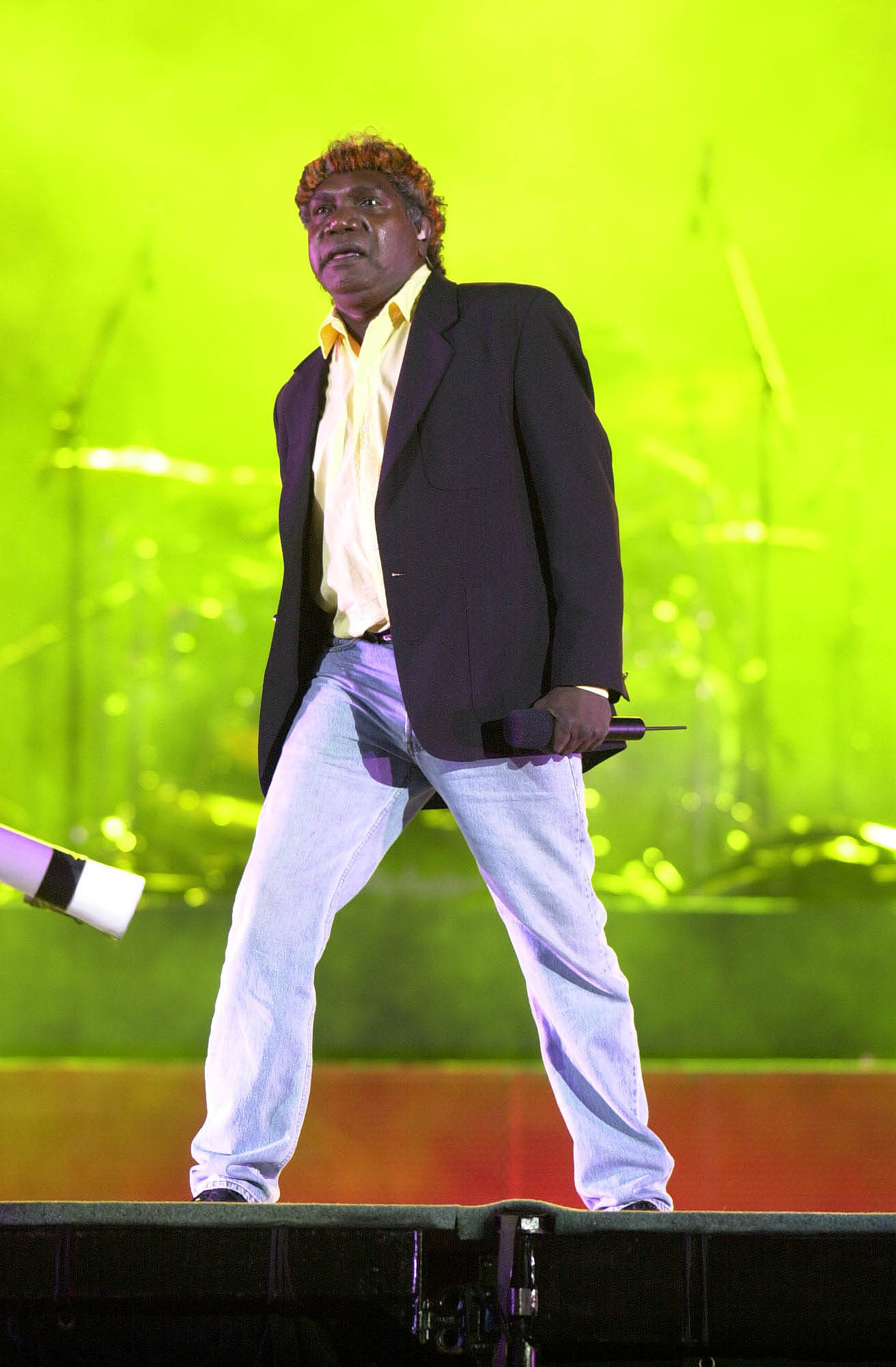
Yunupingu beim Auftritt von Yothu Yindi während der Eröffnungsfeier der Sommer-Paralympics 2000 in Sydney

Yothu Yindi (steht in der Sprache der Yolngu für „Kind und Mutter“) ist eine australische Band, die 1986 von dem Sänger und Songschreiber Mandawuy Yunupingu (1956–2013) gegründet wurde (dessen Vorname Mandawuy in der Tradition der Yolngu nach seinem Tod nicht mehr genannt wird).

## Bandgeschichte
Die Mitglieder der Band sind zum Teil Aborigines, zum Teil Australier europäischer Abstammung. Die Aborigines gehören dem Stamm der Yolngu an, der auf der Gove-Halbinsel im Arnhem Land im Northern Territory beheimatet ist. Die Band versucht, die Aspekte beider musikalischer Kulturen zu kombinieren. So spielt sie zu einem Teil traditionelle, tausende Jahre alte Musik der Aborigines, und zum anderen Teil westliche Pop- und Rockmusik. Oft vermischt sie aber auch in einem Lied beide Musikstile. So benutzt sie bei fast allen ihren Liedern moderne Musikinstrumente wie Gitarren und Schlagzeuge, zusammen mit traditionellen Musikinstrumenten wie Didgeridoos und Clapsticks. Die Bandmitglieder passten auch den traditionellen Tanz an, um damit ihre Musik zu begleiten. Des Weiteren setzen sie sich für gegenseitigen Respekt und Verständnis zwischen den unterschiedlichen Kulturen ein. In Deutschland wurde die Gruppe besonders durch ihre Zusammenarbeit mit Peter Maffay auf dessen Album Begegnungen bekannt.
1990 gründete Yothu Yindi die Yothu Yindi Foundation, die das Ziel verfolgt, die Kultur und Interessen des Aboriginestamms der Yolngu zu erhalten, zu fördern und weltweit bekannt zu machen. Ein wesentlicher Bestandteil der Arbeit der Foundation ist das Garma-Kulturfestival, das seit 1999 jährlich im August des jeweiligen Jahres bei Nhulunbuy stattfindet und von ihr veranstaltet wird.

## Alben und Songs
Im Jahr 1989 brachte Yothu Yindi mit Homeland Movement ihr erstes Album heraus, weitere Alben waren Tribal Voice (1991), Freedom (1993), Birrkuta - Wild Honey (1996), One Blood (1998) und Garma (2000).
Ihr Song Treaty („Vertrag“) von 1991 wurde ein weltweiter Hit. Darin erinnerte die Band die australische Regierung an ein Versprechen für ein Abkommen zwischen den Aborigines und den weißen Australiern. Der Song Treaty auf dem Album Tribal Voice belegte 1991 den 11. Platz in den ARIA singles charts und Tribal Voice den 4. Platz auf den ARIA albums charts. Die zweite Single auf dem Album Tribal Voice Djäpana (Sunset Dreaming) (Sonnenuntergang-Traumzeit) kam 1992 auf Platz 13.

## Auftritte und Anerkennungen
Auf Tourneen und zu Studioaufenthalten war Yothu Yindi in Australien, Nordamerika, Vietnam, Neuseeland, Deutschland, Österreich, Südafrika, Großbritannien, Papua-Neuguinea, Südkorea, Belgien, Kanada, Japan, Hongkong und in den Niederlanden.
Im Oktober 1992 übergab die australische Regierung durch Paul Keating 30.000 AUD an Yothu Yindi, um Australien auf dem International Year for the World's Indigenous People in New York zu vertreten.
1988 trat die Band auf den Seoul Cultural Olympics in Südkorea und auf dem ersten Festival of Aboriginal Rock Music in Darwin im Northern Territory auf.
Für ihren Einsatz für Menschenrechte durch ihren Song Treaty erhielt die Band 1991 eine Auszeichnung von der Australian Performing Rights Association. ARIA Charts zeichnete den Song im gleichen Jahre als beste australische Single aus.
Im Jahr 2000 trat Yothu Yindi auf der Abschlusszeremonie der Olympischen Sommerspiele in Sydney auf. Im Dezember 2012 wurde die Band in die ARIA Hall of Fame aufgenommen.

## Bandmitglieder
Nachfolgend sind die Bandmitglieder in alphabetischer Reihenfolge aufgelistet; die aktuellen Mitglieder sind kursiv geschrieben:
- Andrew Bellety, Trommeln
- Hughie Benjamin, Trommeln
- Jodie Cockatoo, Creed, Sänger
- Matt Cunliffe, Keyboard
- Sophie Garrkali, Tänzer
- Natalie Gillespie, Sänger
- Julie Gungunbuy, Tänzer
- Ben Hakalitz, Trommeln
- Robbie James, Gitarre
- Stuart Kellaway, Bassgitarre
- Banula Marika, Sänger, Tanz
- Bunimburr Marika, Didgeridoo
- Witiyana Marika, traditioneller Sänger, Clapsticks, Tänzer
- Milkayngu Mununggurr, Didgeridoo
- Tom Neil, Mundharmonika, Triangel
- Baruka Tau-Matagu, Keyboard
- Cal Williams, Gitarre
- Bart Willoughby, Trommeln
- Galarrwuy Yunupingu (1948–2023), Sänger, Gitarre
- Gapanbulu Yunupingu, Didgeridoo
- Gavin Makuma Yunupingu, Didgeridoo, Sänger
- Geoffrey Gurrumul Yunupingu (1971–2017), Keyboard, Gitarre, Schlagzeug, Didgeridoo, Sänger
- Mandawuy Yunupingu (1956–2013), Sänger, Songwriter, Gitarre
- Malngay Kevin Yunupingu, Didgeridoo, Tänzer, Sänger
- Mangatjay Yunupingu, Tänzer
- Nicky Yunupingu (1982–2008), Didgeridoo, Tänzer
- Yunupingu Makuma Gurrumul Narripapa Mununggurr Yunupingu Marika, Sänger

## Yothu Yindi Foundation
1990 wurde von Hr. Yunuyindi die Yothu Yindi Foundation gegründet, eine gemeinnützige Organisation, die das kulturelle Leben der Yolngu fördert.

## Diskografie

### Alben
- 1989: Homeland Movement
- 1991: Tribal Voice
- 1993: Freedom
- 1996: Birrkuta (Wild Honey)
- 1998: One Blood (Best-Of-Zusammenstellung)
- 2000: Garma

### Singles
- 1991: Treaty
- 1992: Djäpana (Sunset Dreaming)
- 1992: Gapu (Tide) EP
- 1996: Superhighway
- 1998: Mainstream
- 1998: Treaty 98
- 2000: Community Life